# Карин Слотър
Карин Слотър (на английски: Karin Slaughter) е американска писателка на произведения в жанра трилър и криминален роман.

## Биография и творчество
Карин Слотър е родена на 6 януари 1971 г. в Ковингтън, Джорджия, САЩ. След развода на родителите си израства с баща си в Джоунсбъроу в района на езерото Спийви. В областта, в която израства, е имало рязко покачване на престъпността и углавните престъпления. Запалена читателка, тя опитва да пише от ранна възраст и е подкрепена от учителя си в гимназията. Учи специалност ренесансова поезия в Държавния университет на Джорджия, като едновременно заема различни работни места. Отпада от университета след като създава собствена рекламна агенция, която продава в началото на 2000 г. Заедно с работа си в агенцията пише пет ръкописа преди приемат за публикуване един от тях.
Първият ѝ роман „Blindsighted“ (Заслепяване) от поредицата „Грант Каунти“ е издаден през 2001 г. Романът става бестселър в списъка на „Ню Йорк Таймс“, номинирана е за наградата „Златен кинжал“, и я прави известна.
Произведенията на писателката често са в списъците на бестселърите. Те са издадени в над 100 страни по света в над 35 милиона екземпляра.
Тя е основател на проекта „Save the Libraries“ – организация с нестопанска цел, създадена да поддържа библиотеките и библиотечното програмиране.
Карин Слотър живее със семейството си в Атланта.

## Произведения

### Самостоятелни романи
- Cop Town (2014) - награда „Иън Флеминг”
- Pretty Girls (2015)
Красиви момичета, изд.: ИК „Колибри“, София (2017), прев.
- False Witness (2021)

### Серия „Грант Каунти“ (Grant County)
1. Blindsighted (2001)
2. Kisscut (2002)
3. A Faint Cold Fear (2003)
4. Indelible (2004)
5. Faithless (2005)
6. Beyond Reach (2007) – издаден и като „Skin Privilege“
7. Genesis (2009) – издаден и като „Undone“

### Серия „Уил Трент“ (Will Trent)
1. Triptych (2006)
Триптих, изд.: „ИнфоДАР“, София (2009), прев. Борис Христов
2. Fractured (2008)
Пропукване, изд.: „Сиела“, София (2020), прев. Коста Сивов
3. Genesis (2009) – издаден и като „Undone“
Погубени, изд.: „Сиела“, София (2021), прев. Коста Сивов
4. Broken (2010)
5. Fallen (2011)
6. Criminal (2012)
7. Unseen (2013)
8. The Kept Woman (2016)
9. The Last Widow (2019)
10. The Silent Wife (2020)
11. After That Night (2023)
12. This is Why We Lied (2024)

- Snatched (2012)
- Busted (2013)

### Серия „Чарли Куин“ (Charlie Quinn)
1. Last Breath (2017)
2. The Good Daughter (2017)
Добрата дъщеря, изд.: ИК „Колибри“, София (2019), прев. Надя Баева

### Серия „Андреа Оливър“ (Andrea Oliver)
1. Pieces of Her (2018)
2. Girl, Forgotten (2022)

### Серия „Джак Ричър и Уил Трент“ (Jack Reacher and Will Trent) – сЛий Чайлд
1. Cleaning the Gold (2019)

### Новели
- Martin Misunderstood (2008)
- The Unremarkable Heart (2011)
- The Blessing of Brokenness (2012)
- Cold Cold Heart (2013)
- Go Deep (2015)
- Remmy Rothstein Toes the Line (2015)
- Blonde Hair, Blue Eyes (2015)
- Last Breath (2017)
- Short Story (2018) – с Майкъл Корита

### Сборници
- The Unremarkable Heart and Other Stories (2012)
- Three Twisted Stories (2015)

### Екранизации
- ?? Pieces of Her – ТВ сериал, 1 епизод